# Убийство на улице Морг
«Уби́йство на у́лице Морг» (иногда переводится как «Уби́йства на у́лице Морг» или «Двойно́е уби́йство на у́лице Морг»; англ. The Murders in the Rue Morgue) — рассказ американского писателя-романтика Эдгара Аллана По, который принято считать первым детективным произведением в истории литературы. Впервые рассказ был опубликован в филадельфийском журнале Graham’s Magazine 20 апреля 1841 года. Вместе с рассказами «Тайна Мари Роже» (1842) и «Похищенное письмо» (1844) новелла составляет трилогию, посвящённую французскому детективу и аристократу Огюсту Дюпену. Наряду с остальными историями цикла и новеллой «Золотой жук» (1843), «Убийство на улице Морг» включают в группу «логических рассказов» или «рассказов об умозаключениях» (т. н. «рациоцинаций») Эдгара По.
В рассказе Огюст Дюпен, молодой человек, обладающий незаурядными аналитическими способностями, расследует жестокое и загадочное убийство двух женщин, совершённое в Париже, в доме на улице Морг.
Для раскрытия образа Дюпена, первого оформленного героя-детектива, и в описаниях его приключений Эдгар По задействовал немало приёмов, позднее взятых на вооружение создателями таких популярных персонажей, как Шерлок Холмс и Эркюль Пуаро.
Два произведения, предшествовавшие рассказу По, имеют схожие элементы детектива: повесть Вольтера «Задиг, или Судьба» (1748) и новелла Э. Т. А. Гофмана «Мадемуазель де Скюдери» (1819).

## Сюжет

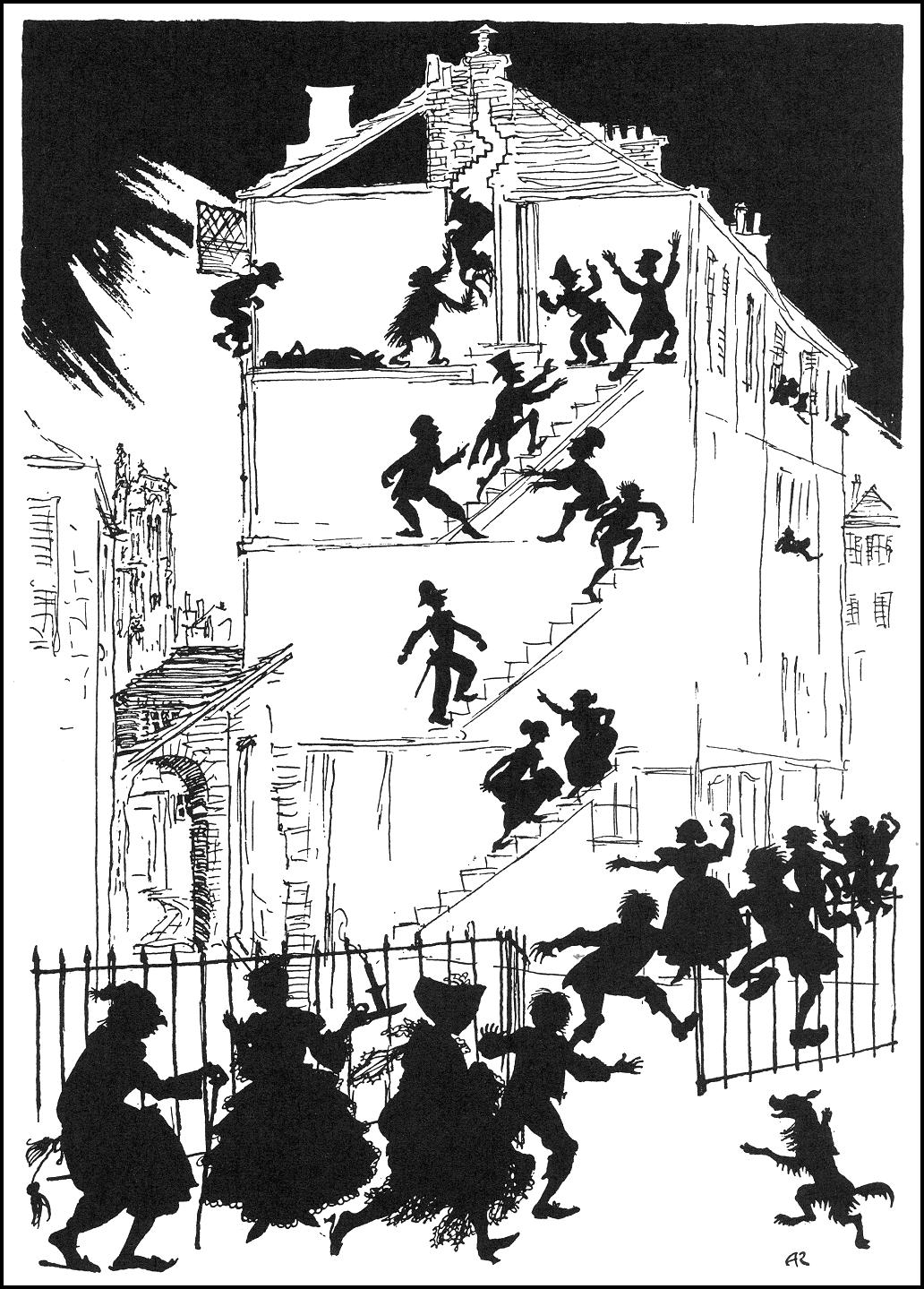
Вся картина происшествия на иллюстрации Артура Рэкема (1935)

В 18… году в Париже рассказчик — безымянный герой, от лица которого ведётся повествование, — знакомится с месье С. Огюстом Дюпеном. Это ещё молодой человек, потомок знатного рода, по неназванным обстоятельствам потерявший практически всё семейное богатство и теперь вынужденный жить в строгой экономии, будучи в состоянии позволить себе только книги. Рассказчику понравилось общество Дюпена, и он на время своего пребывания в Париже снимает дом, где они оба поселяются. Более близкое знакомство с Дюпеном открывает, что тот обладает выдающимися аналитическими способностями.
В газетах начинают писать о двойном убийстве в доме на улице Морг вдовы мадам Л’Эспанэ и её дочери Камиллы Л’Эспанэ. Из сообщений прессы рассказчику и Дюпену становится известно, что убийства произошли в закрытой комнате на пятом этаже здания. Жители квартала услышали крики с улицы, сломали дверь в дом и нашли комнату, из которой кричали, но женщины уже были мертвы. Изувеченное тело мадам Л’Эспанэ выбросили из окна, но перед этим с такой силой перерезали горло бритвой, что при попытке поднять труп голова отвалилась. Дочь мадам задушили, а тело спрятали в каминную трубу. Почти вся мебель в комнате была сломана, на уцелевшем стуле лежала окровавленная бритва. Кроме того, свидетели утверждают, что, находясь на лестнице, слышали через запертую дверь спорящие голоса, и уверяют, что убийц было двое. Один — француз, речь второго никто не понял; свидетели были разных национальностей, но все утверждали, что второй убийца говорил на языке, отличном от их родного.
Вскоре полиция арестовывает Адольфа Лебона, который вёл дела с мадам Л’Эспанэ и в день убийства провожал её до дома. Дюпен крайне недоволен действиями полиции, критикуя её за отсутствие системы и склонность вдаваться в детали при неспособности охватить всю картину целиком. Используя связи с полицейским префектом, он добивается разрешения посетить место преступления.
Дюпен выясняет, что преступники скрылись через одно из окон спальни по проходящему вдоль стены громоотводу. Основываясь на трёх обстоятельствах дела — своеобразном голосе, необычайной ловкости и отсутствии мотивов в таком исключительном по своей жестокости преступлении — Дюпен приходит к выводу о причастности к убийствам орангутана. В качестве подкрепления своей теории Дюпен показывает рассказчику найденные им на месте преступления тёмные волосы, не похожие на человеческие, и прорисовку отметин с горла задушенной женщины, которые также доказывают, что их оставила не человеческая рука. Затем Дюпен предлагает рассказчику прочесть статью зоолога Кювье об анатомическом и общем описании животного.
Дюпен даёт в газету объявление о поимке орангутана. По этому объявлению к нему приходит матрос. Дюпен требует от посетителя рассказать всё, что ему известно об убийствах на улице Морг. Матрос объясняет, что орангутан долгое время сидел запертым в клетке и наблюдал за своим хозяином, запоминая все его действия. Однажды обезьяна сломала клетку, выбралась из неё и, повторяя увиденное, решила побриться. Матрос попытался отнять у зверя бритву, но орангутан сбежал на улицу и, вскарабкавшись по цепи громоотвода, проник в дом к вдове и её дочери через открытое окно. Матрос преследовал обезьяну, взобрался вслед за ней по громоотводу и стал свидетелем убийства. После убийства матрос в панике скрылся с места происшествия, забыв об орангутане.
Дюпен отпускает матроса, поскольку тот не может быть привлечён к ответственности. Через некоторое время матрос ловит орангутана и продаёт его. Адольф Лебон был освобождён после того, как Дюпен и рассказчик обо всём поведали префекту.

## Истоки замысла
В то время, когда Эдгар По писал «Убийство на улице Морг», понятия детектив ещё не существовало, хотя истории, авторы которых старались продемонстрировать похожие способы распутывания загадок, уже были известны. Мадемуазель де Скюдери из одноимённой новеллы (1819) Э. Т. А. Гофмана, своего рода мисс Марпл XVII века, расследует серию убийств, и этот рассказ иногда называют первой детективной историей. Другой претендент на первенство в жанре — философская повесть Вольтера «Задиг, или Судьба» (1748), герои которой наделены «великолепными распознавательными способностями».
В сентябре — декабре 1838 года в Burton's Gentleman's Magazine (предшественник Graham’s Magazine) в форме рассказов были напечатаны мемуары французского сыщика Франсуа Видока «Неопубликованные страницы жизни Видока, французского министра полиции», подлинность которых вызывает сомнения. Известно, что Эдгар По ознакомился с этим сочинением, и некоторые биографы писателя утверждают, что Дюпен был списан с образа Видока, представленного в этих мемуарах. Имя героя, возможно, было заимствовано у Дюпена — персонажа той же серии рассказов. В одной из историй картина преступления схожа с описанной в «Убийстве на улице Морг»: шеи жертв настолько изрезаны, что головы практически отделены от тел. Можно предположить, что осведомлённость писателя о деятельности Видока, популярность французского сыщика и интерес американских читателей к газетной уголовной хронике и привели По к мысли написать произведение, предметом которого стало криминальное расследование, а место героя занял сыщик. Что касается сюжетного поворота рассказа, По, вероятно, был вдохновлён реакцией публики на орангутана, показанного в Масонской Зале в Филадельфии летом 1839 года.
По мнению литературоведа Юрия Ковалёва, Эдгар По, вероятно, перенёс действие «Убийства на улице Морг» в Париж, а героем сделал француза, потому что отдавал себе отчёт в некоторой странности и непривычности новеллы для американского читателя.
Сам Эдгар По, особенно в ранний период творчества, также любил демонстрировать читателю свои аналитические способности: например, при написании шуточного рассказа «Три воскресенья на одной неделе» (1841) или при разоблачении принципа работы шахматного автомата Иоганна Мельцера (эссе «Шахматист Мельцеля», 1836).

## История публикации

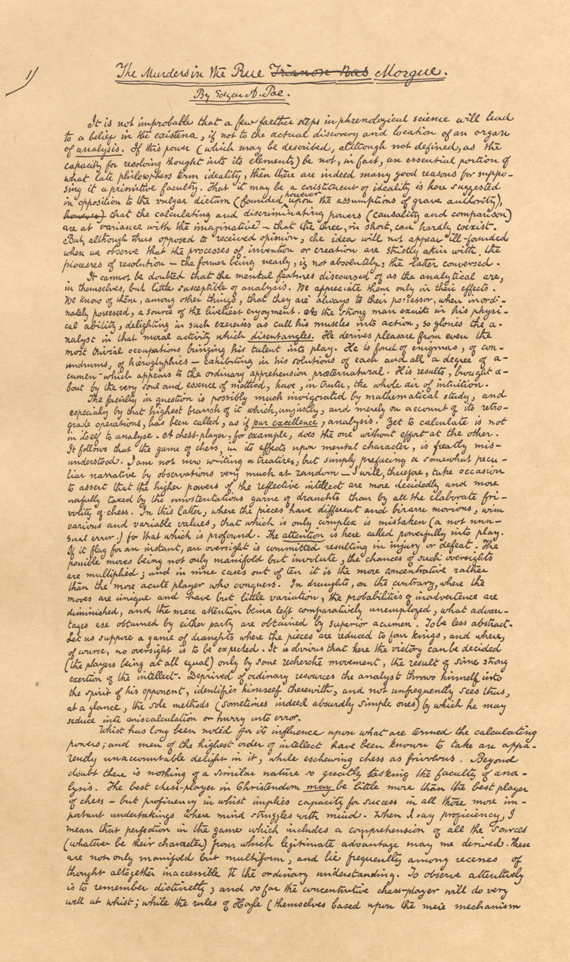
Факсимиле автографа «Убийства на улице Морг»

Изначально По назвал рассказ «Убийство на улице Трианон» (англ. «Murders in the Rue Trianon»), но затем переименовал его, чтобы лучше ассоциировать со смертью. Рассказ впервые был опубликован 20 апреля 1841 года в филадельфийском Graham’s Magazine, где По в то время работал редактором. Гонорар за «Убийство на улице Морг» составил 56 долларов — необычно много, к примеру, за стихотворение «Ворон», написанное четыре года спустя, По получил всего 9 долларов.
В 1843 году По решил издавать серию брошюр со своими новеллами, печатая в номере по одному произведению. Такую идею подал литераторам Чарльз Диккенс, романы которого издавались по частям. По напечатал только одну брошюру под названием «Романтическая проза Эдгара А. По» (англ. The Prose Romances of Edgar A. Poe, No.I). В неё вошли «Убийство на улице Морг» и сатирическое произведение «Человек, которого изрубили в куски». Номер продавался по 12,5 центов. В эту версию рассказа «Убийство на улице Морг» были внесены 52 изменения по сравнению с оригинальным текстом из Graham’s Magazine. Рассказ также вошёл в состав собрания нескольких произведений По с простым названием «Рассказы» (англ. Tales), опубликованного в 1845 году. При этом сам автор не принимал участия в отборе рассказов для сборника.
Формальным продолжением «Убийства на улице Морг» стал рассказ «Тайна Мари Роже», который впервые был издан частями в декабре 1842 и январе 1843 годов. Единственное, что объединяет эти два произведения, это главный герой Огюст Дюпен и повторное использование Парижа в качестве места действия. В третий раз Дюпен появляется в рассказе «Похищенное письмо», который По в письме Джеймсу Расселлу Лоуэллу в июле 1844 года назвал одним из лучших своих рассказов о логических рассуждениях. К «логическим рассказам», или «рассказам об умозаключениях», По относил три новеллы о Дюпене и произведение «Золотой жук» (1843).
Автограф «Убийства на улице Морг», использованный для первой публикации в Graham’s Magazine, впоследствии был выброшен в мусорное ведро. Новый работник офиса издательства Дж. М. Джонстон нашёл рукопись и взял с собой при переезде в Ланкастер, где работал в местной типографии, а позже открыл фотоателье. В период Гражданской войны Джонстон служил в пехотном полку. Рукопись он передал своему отцу, который хранил её между страниц нотного издания. Рукопись уцелела в нескольких пожарах, после войны опять была выброшена, впоследствии снова найдена и возвращена Джонстону. Она была куплена коллекционером Джорджем Уильямом Чайлдсом за 200 долларов. В 1875 году он пожертвовал 650 долларов на завершение памятника на могиле Эдгара По в Балтиморе. В 1891 году Чайлдс завещал автограф Эдгара По государству, передав его в Университет Дрекселя вместе с письмом, в котором изложил его историю. В архиве этого университета автограф рассказа хранится и по сей день.
«Убийство на улице Морг» первым из произведений По было переведено на французский язык. С 11 по 13 июня 1846 года рассказ публиковался в парижской газете La Quotidienne под названием «Un meurtre sans exemple dans les Fastes de la Justice» («Убийство, равного которому не знали анналы правосудия»). Эдгар По не был указан в качестве автора, а многие детали, такие как название улицы Морг и имена персонажей («Дюпен» стал «Бернье»), были изменены. 12 октября 1846 года в Le Commerce был опубликован другой вариант перевода под заголовком «Une Sanglante Enigme» («Кровавая тайна»), также без указания имени настоящего автора. Редактору Le Commerce было предъявлено обвинение в плагиате со стороны La Quotidienne. В результате судебного разбирательства факт авторства Эдгара По открылся французской общественности. В переводе Шарля Бодлера рассказ был опубликован в 1855 году, под названием «Double assassinat dans la rue Morgue».
В России рассказ «Убийство на улице Морг» впервые был опубликован в 1857 году в двух мартовских номерах журнала «Сын отечества», в анонимном переводе под названием «Загадочное убийство». Впоследствии рассказ переводили Николай Шелгунов, Константин Бальмонт, Михаил Энгельгардт, Ревекка Гальперина и другие.

## Анализ произведения

### Темы

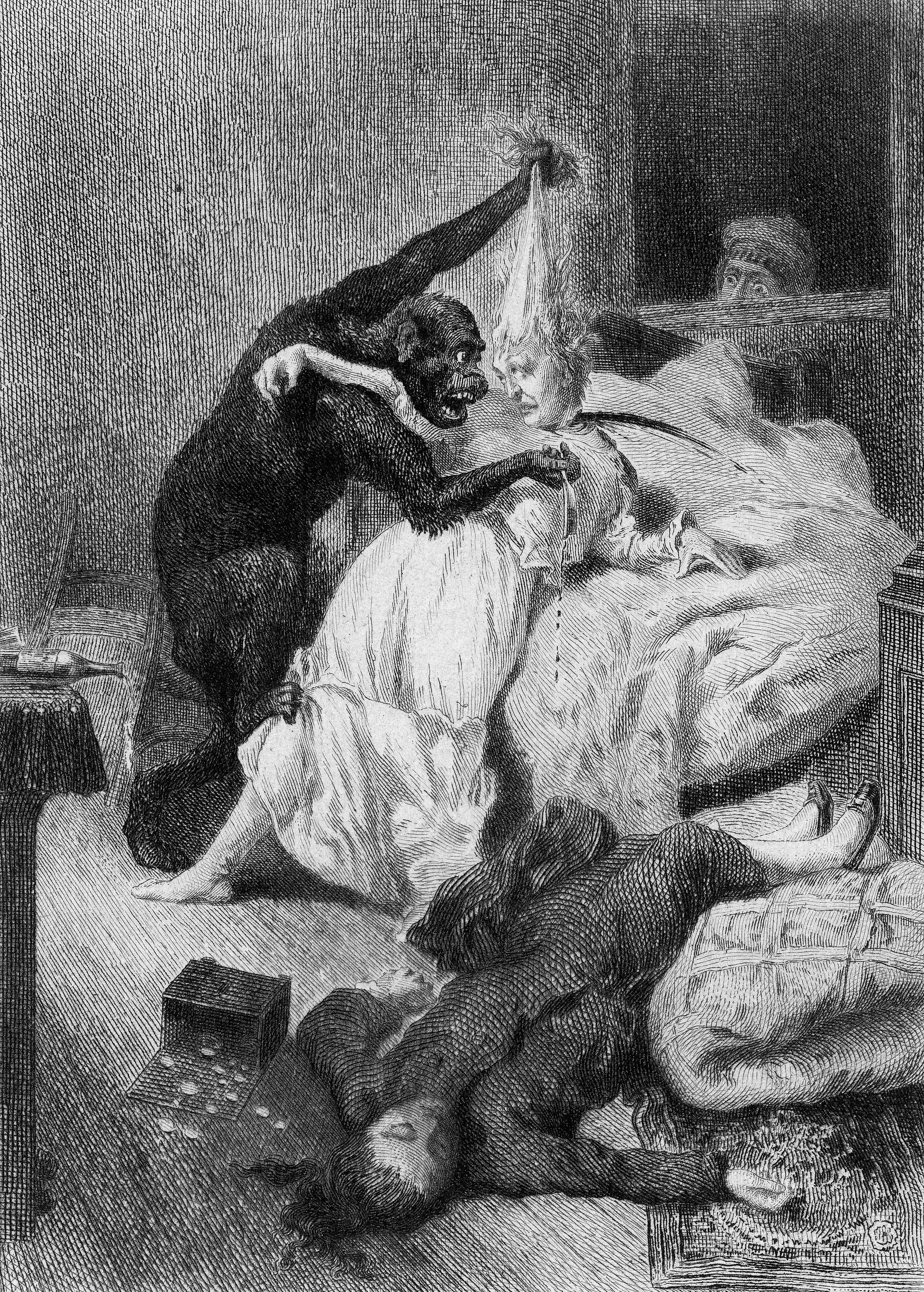
Сцена убийства в изображении Даниэля Вьерхе (1870). Столкновение чёрного и белого

В письме к своему другу доктору Джозефу Снодграссу Эдгар По рассказывал, что темой рассказа является «использование изобретательности при определении убийцы». Огюст Дюпен, не являясь профессиональным сыщиком, занимается расследованием громкого убийства в качестве хобби. Помимо этого, у него есть стремление установить истину и спасти ложно обвинённого человека. У Дюпена нет меркантильных интересов, и в итоге он даже отказывается от денежного вознаграждения, предложенного ему владельцем орангутана. Раскрытие истинного убийцы ставит точку в расследовании, так как ни орангутан, ни его хозяин не могут быть привлечены к ответственности.
Эдгар По написал «Убийство на улице Морг» в период своего проживания в Филадельфии (1838—1844), и в рассказе звучит городская тема, к которой По в своём творчестве обращался неоднократно, например в новелле «Человек толпы» (1840). Общество, переживавшее в это время стремительную урбанизацию, столкнулось с новыми проблемами и было вынуждено искать способы их разрешения. Одной из таких проблем стала городская преступность. Для борьбы с ней в Лондоне не так давно была образована первая профессиональная полиция, а в Америке начали применять научный подход к расследованию преступлений. Сами же преступления стали выходить на первые полосы газет, захватив внимание общественности.
В основе рассказа лежит метафора о «битве мозгов против мускулов». Физическая сила, изображённая в виде орангутана и его владельца, выступает за насилие: обезьяна оказывается убийцей, а её хозяин признаётся, что злоупотреблял использованием кнута при дрессировке. Интеллектуальная сила аналитика в итоге берёт верх над их жестокостью. История также содержит часто используемую Эдгаром По тему смерти прекрасной женщины, которую он называл «самой поэтичной темой в мире».
Другой смысловой слой рассказа составляет метафора ещё одного противостояния — расового. В 1960-е годы Лесли Фидлер обратил внимание на динамику чёрных и белых цветов в произведениях По: чёрный ворон сидит на белом бюсте Паллады, белое пятно в форме висельной петли на груди чёрного кота и т. д. Расовый подтекст у По тесно переплетён с гендерно-сексуальным и телесным вообще: так, в описании Лигейи легко узнаётся мулатка, которая в финале рассказа прорывается сквозь тело белой англосаксонской женщины, причём рассказчик отдаёт предпочтение Лигейе, находясь под её чарами.
Чёрная раса в рассказах По чаще всего представлена низшей, опасной, несущей грубое телесное начало, отрицающей начало духовное и интеллектуальное. Как правило, она бестиаризована. Орангутан в «Убийстве на улице Морг», имеющий смуглый (tawny) цвет шерсти, вырвавшись из-под контроля белого хозяина, сеет ужас и смерть. Его жертвами становятся две белые женщины. Судя по присутствию предметов роскоши в комнате, они принадлежат к высшему слою общества. Молодую женщину орангутан убивает с помощью собственной природной силы, а пожилую — используя бритву, то есть изобретение белой цивилизации; причём обезьяна совершает убийство после неумелого подражания тому, как бреется этой бритвой её владелец. В рассказе «Прыг-Скок» (1849) представители аристократии гибнут в результате «заигрывания» с чёрной расой, вследствие облачения в шкуры орангутанов. В 1990-е годы дискуссия вокруг «метисизации» текстов Эдгара По возобновилась с новой остротой, исследователи находят в них свидетельства позитивного отношения По к рабству. Ряд комментаторов идут ещё дальше, уличая писателя в расизме, другие указывают на «среднестатистический расизм» в американском обществе того времени, в контексте которого тексты По не представляют ничего необычного.
Огюст Дюпен, герой нового типа, изобретённый По и явно ему симпатичный, признаётся, что «для него в сердце многих людей есть открытое окно», а одно из любимых его занятий — «подслушивание» чужих мыслей (с помощью тщательного наблюдения за человеком). Садистическая сцена в «Убийстве на улице Морг» также подана как вуайеристская: моряк, а вслед за ним и читатель подглядывают за ней через окно. Тема вуайеризма в произведениях По звучит регулярно и часто сочетается с садизмом. В рассказе «Вильям Вильсон» (1839) главный герой тоже смотрит на своего спящего двойника, которого ему суждено убить. В рассказе «Сердце-обличитель» (1843) такое убийство совершается, причём убийца расчленяет свою жертву.
Мотив расчленения тела, подчас живого, тоже типичен для произведений По. В «Убийстве на улице Морг» происходит травматическое отделение женской головы от тела. В раннем сатирическом рассказе По «Коса времени» (1838) происходит то же самое. Рассказчик из новеллы «Чёрный кот» (1843) вырезает глаз у живого кота. В рассказе «Береника» (1835) зубы любимой женщины становятся фетишем для повествователя и он их вырывает. В сатирической новелле «Человек, которого изрубили в куски» (1839) тема тотального расчленения и самодеконструкции доведена до абсолюта и занимает центральное место.

### Образ и метод Дюпена

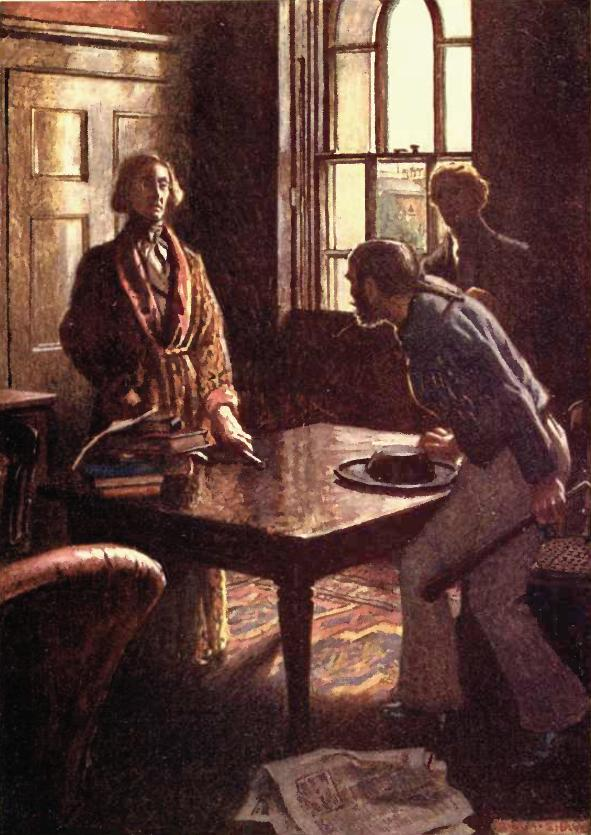
Разговор Дюпена с матросом. Иллюстрация Байэма Шоу (1909)

Огюст Дюпен — не должностное лицо. Он не сыщик, а аналитик-любитель, никогда ранее не расследовавший преступления. И в этот раз он не ведёт своего следствия: всю информацию о преступлении Дюпен получает из газет и просто делает выводы. Он не раскрывает убийство, а решает задачу, так как для него это увлекательное занятие, которое к тому же сочетается с психологическими штудиями. Сам По называет Дюпена в рассказе аналитиком, который получает удовольствие от своего аналитического дара, применяя его во всех ситуациях.
По описывал метод Дюпена, использующего логические рассуждения, на примере игрока в карты: «Объём полученной информации заключается не столько в достоверности выводов, сколько в точности наблюдения». В рассказе присутствует сцена, в которой Дюпену удаётся узнать, о чём думал в тот момент рассказчик, основываясь на построенном ассоциативном ряде. Впоследствии этот метод и будет использоваться им в расследовании преступления.
Данный метод подчёркивает важность чтения и письменного слова. Непосредственно из газетной статьи авторства Кювье (вероятно, подразумевался французский зоолог Жорж Кювье) Дюпен получает информацию об орангутанах. Таким образом, в расследование вовлечён и сам читатель, самостоятельно ищущий ключи к разгадке в процессе чтения. Также По уделяет особое внимание силе сказанного слова. Когда Дюпен расспрашивает матроса об убийствах, тот сам едва не падает замертво: «Лицо матроса побагровело, казалось, он борется с удушьем. Инстинктивно он вскочил и схватился за дубинку, но тут же рухнул на стул, дрожа всем телом, смертельно бледный».
Не вызывает сомнений, что под именем Дюпена По вывел в рассказе самого себя, возможно, в идеализированном и романтизированном, но, несомненно, узнаваемом виде: как и его герой, По был хорошим аналитиком и заядлым любителем загадок в самых разных областях, начиная с криптографии и заканчивая космологией. По не впервые поступает подобным образом: протагонист его более раннего рассказа «Вильям Вильсон» (1839) тоже, по крайней мере отчасти, автобиографичен, как и рассказчик из новеллы «Чёрный кот» (1843), написанной через два года после «Убийства на улице Морг».

### Правдоподобие истории
Некоторые исследователи творчества По указывали в своих работах, как правило, в сносках, на различные элементы неправдоподобия в, казалось бы, скрупулёзном и предельно реалистичном изложении истории. Первые такие критические публикации стали появляться ещё при жизни По. Американский литературовед Бёртон Поллин собрала эти наблюдения и, дополнив их собственными, опубликовала статью под названием «Рассказ По „Убийства на улице Морг“: хитросплетения распутаны» (1977). Статья получила большую известность, в ней Поллин показывает, что место действия рассказа, его герои, а также практически каждый сюжетный поворот истории абсолютно неправдоподобны, но благодаря особой технике построения рассказа легко сходят за правду в глазах простого читателя, за исключением разве что читателя-француза.
Эдгар По никогда не бывал в Париже. Место действия рассказа он разрабатывал, по всей видимости, имея перед собой карту окрестностей Пале-Рояль. Автор изобразил совершенно невозможный, «картонный» Париж. Улицу Морг По выдумал, поместив её между реально существующими улицей Ришельё и улицей Святого Роха. На момент написания рассказа в Париже не было проезда Ламартина, название которому По, очевидно, дал в честь французского писателя, которого недолюбливал. Однако такая улица действительно там появилась через несколько лет после написания рассказа, в 1848 году. Улица Делорен — также изобретение По, она названа по заглавию романа известного английского писателя Уильяма Годвина, с творчеством которого По был хорошо знаком. Дюпен якобы держал пойманного им орангутана в конюшне на улице Дюбур: в Париже того времени была частная улочка с похожим названием, но сомнительно, чтобы она была нанесена на карту, которой пользовался По. Гораздо вероятнее, что он использовал это название просто как явно «французское» для слуха американца, а источником послужило воспоминание о лондонской школе-пансионе сестёр Дюбур, где По находился в 1816—1817 годах. Ту же фамилию носит в рассказе одна из свидетельниц преступления — прачка Дюбур.

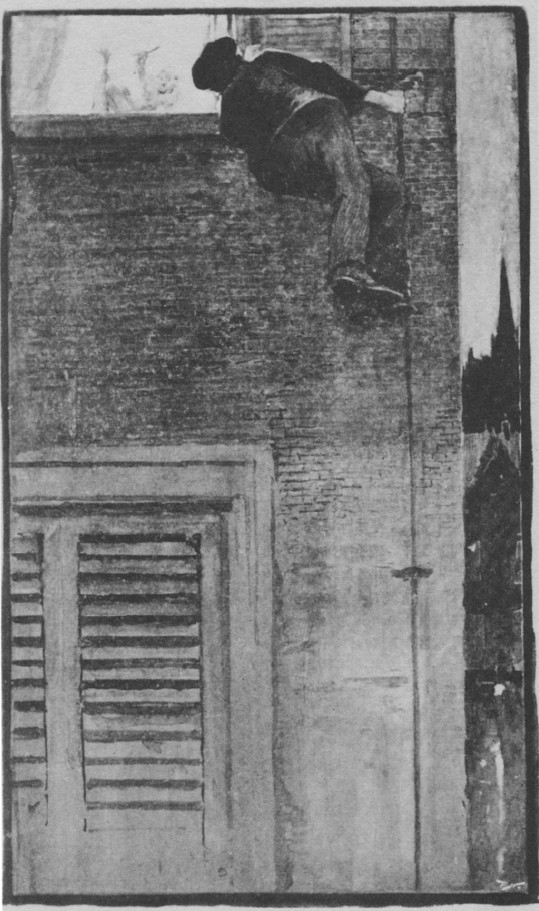
А. Д. Маккормик сильно упростил матросу задачу, однако тому всё равно видна лишь часть комнаты (1899)

Имена свидетелей варьируются от очень правдоподобных до совершенно невозможных. Например, абсолютно обыденные для французов, а потому не вызывающие сомнений имена Пьер Моро (Pierre Moreau) и Жюль Миньо (Jules Mignaud) соседствуют с немецкой фамилией Оденхаймер (Odenheimer), принадлежащей, по сюжету, уроженцу Амстердама. В то же время испанское имя Альфонцо Гарсио (Alfonzo Garcio) написано с двумя грубыми ошибками (правильно Alfonso Garcia), хотя доступ к литературе и познания По в испанском языке, как бы ни были они скромны, должны были позволить ему этих ошибок избежать. Как и в случае с топонимами, в рассказе присутствуют «говорящие», для самого По или для внимательного читателя, имена. Оденхаймером звали помощника настоятеля епископальной церкви Святого Петра в Филадельфии, с которым По, вероятно, был хорошо знаком. Фамилия обеих жертв — Эспанэ (Madame L’Espanaye; Camille L’Espanaye) — произведена от имени французской писательницы и хозяйки литературного салона эпохи Просвещения мадам д’Эпине или, что менее вероятно, от имени французского маршала Тимолиона д’Эспине. Врачу Полю Дюма, которому поневоле пришлось выполнять работу патологоанатома, досталась фамилия знаменитого романиста. Чудная же фамилия невиновного подозреваемого, Лебон (Le Bon), и вовсе бесхитростна, так как в переводе с французского означает «хороший».
Что касается архитектуры Парижа, представленного По, то она довольно правдоподобна в части фасадов зданий. Однако в традиционных парижских домах того времени не было никаких «задних комнат». Такая планировка — «передние комнаты», выходящие окнами на улицу, и «задняя» спальня, с окнами на замощённый дворик — характерна для Филадельфии, а не для Парижа. Французские дома тоже имели внутренний дворик, но доступ к нему с улицы был невозможен, он не бывал мощёным, — наоборот, там, как правило, разбивали небольшой садик. Сюжет рассказа потребовал от По совмещения виденного им на французских открытках и того, что он имел возможность ежедневно наблюдать воочию.
Окна и ставни в доме мадам Эспанэ не имеют ничего общего с французскими. В парижских домах окна распахивались внутрь и закрывались поворотом ручки, и французов очень удивило бы скользящее самозащёлкивающееся окно, напоминающее нож гильотины. Для описания ставен По использует придуманный им термин ferrades, возможно, перепутав это слово с ferrage — «оковка». Длинный одностворчатый, наполовину ажурно кованый ставень совершенно неуместен во французском городском пейзаже, для которого типичны ставни двустворчатые, сплошные и деревянные.
По всегда старался выглядеть современным и идти в ногу с прогрессом. Он живо интересовался последними научными достижениями и техническими новинками, хотя этот интерес смешивался у него с романтической тягой к необъяснимому, а то и к воображаемому. В рассказе орангутан, а вслед за ним и его владелец используют цепь громоотвода, чтобы добраться до окна пятого этажа жилого дома. Однако в Париже громоотводы были редкостью и устанавливались только на общественных зданиях, а в описываемом По районе громоотводов не было вообще. Кроме того, карабкаться по качающейся цепи громоотвода, затем дотянуться до окна, расположенного в пяти с половиной футах (более полутора метров) в стороне, чтобы удерживаться в таком положении, а тем более «перемахнуть», как пишет По, в окно практически невозможно. Этих несоответствий и трудностей можно было избежать, заменив вычурный громоотвод на обычную водосточную трубу, но это было бы слишком простым решением для По:

Возможно, в рассказах о побегах использование водосточной трубы было слишком частым приёмом, а По нужна была оригинальность. Вот он и решил использовать национальный продукт, который он перенёс на французскую почву задолго до того, как он там появился. Так сказать, «покупайте американское!»

Оригинальный текст (англ.)Perhaps this was too common in stories of escape, and Poe, who valued originality, wished to exploit this native product; transplanted prematurely into Paris. Buy American, so to speak!
— Бёртон Поллин
Эдгар По, по собственному признанию, писал рассказ с конца. Нагромождение случайных, вынужденных и произвольных несоответствий в описании комплекса «окно-ставень-громоотвод» необходимо По для реализации его замысла. Однако ключевая сцена рассказа лишь кажется достоверной, на деле же она совершенно невозможна. Если орангутан теоретически ещё и мог совершить описанный По кульбит, то матрос однозначно не мог заглядывать в комнату, вися на громоотводе. Во-первых, расстояние до окна слишком велико. Во-вторых, обзор ему должен был загораживать ставень, если только не предположить, что после прыжка обезьяны он сам собой вернулся в прежнее положение — вдоль стены. Кроме того, По вводит в описание сцены спинку кровати, заслоняющую пружинный затвор и, соответственно, перекрывающую часть окна. Иллюстраторы, как правило, избегают изображения «вуайеристской» сцены со стороны матроса, показывая лишь его лицо в окне комнаты. В 1899 году А. Д. МакКормик попытался взглянуть на эту сцену снаружи. Ему пришлось значительно уменьшить расстояние от шнура до окна, разделить ставень на две части, убрать спинку кровати, и всё равно очевидно, что матросу, висящему в абсолютно неестественном положении, видна не вся комната, тогда как По указывает, что матрос наблюдал происходящее во всех подробностях.
Остальные события при ближайшем рассмотрении не более правдоподобны. По сталкивает на одной лестнице представителей сразу пяти европейских наций, якобы слышавших речь двух подозреваемых. Толпа спасателей мчится, несомненно, с большим шумом вверх по лестнице, но свидетели с площадки второго этажа слышат, что происходит в комнате двумя этажами выше, через запертую дверь. Более того, они слышат вскрики матроса, висящего на улице за полуоткрытым окном этой комнаты, и могут разобрать его слова. Поллин указывает на абсолютную невозможность этих обстоятельств. Тем не менее все свидетели безошибочно угадывают в одном из неизвестных француза, но нет двух одинаковых мнений относительно национальности второго. Причём свидетели не владеют языками, в верном распознавании которых уверены как один. Описание свидетельских показаний в этой части представляет собой вставной, почти фарсовый номер, этакий хоровод с повторяющимся мотивом.
Автор представляет французскую полицию совершенно беспомощной. В завязке истории Дюпен читает ей длинную отповедь, после которой читатель готов поверить во что угодно. Например, в то, что полицейские долго не могут понять, куда подевалось тело мадам Эспинье. А ведь ей перерезали горло, и кровавый след должен был тянуться через половину комнаты прямо к закрытому окну. Но По «забывает» про кровь. Найдя, наконец, тело мадам во дворе на булыжной мостовой, полицейские не могут обнаружить клок волос убийцы, зажатый в кулаке жертвы, — это делает Дюпен — и не могут отличить травмы, полученные при падении, от увечий, «нанесённых каким-то тупым орудием».

По наверняка имел в виду, что тупым был не только инструмент, но и тот читатель, который не задумался над этой несообразностью… Мы этого не замечаем благодаря неверию в проницательность полиции.

Оригинальный текст (англ.)Surely Poe must have thought that an obtuse instrument was also the mind of the readers who failed to question this among other unrealities... We are inclined to slip over this through distrust of «police intelligence».
— Бёртон Поллин
В рассказе множество более мелких нелепостей, порой граничащих с мистификациями. Так, ассоциативный ряд, предложенный По в эпизоде с «чтением мыслей» Дюпеном, абсолютно надуман, а термин «стереотомия» его собственного изобретения. Высадить тяжёлую деревянную дверь штыком нереально. Сломанный гвоздь мог выпасть из рамы от одного прикосновения в двух случаях: либо рама была крайне тонкой, либо он был сломан в двух местах — у шляпки и там, где рама соприкасается с окном. Перечисление таких частных несообразностей можно продолжать.
Отдельно нужно сказать о совершенно несвойственном для обезьян этого вида поведении орангутанга, описанном По. На самом деле орангутаны — самые спокойные и флегматичные из человекообразных обезьян. Они уступают в интеллекте шимпанзе, но орангутан не стал бы прятать труп, засовывая его в дымоход вперёд ногами — перевернуть его он бы догадался. Руки обезьян действительно очень сильные, но совершенно не приспособлены для манипуляций с такими предметами, как бритва. Орангутан не смог бы так крепко и уверенно держать бритву в руке, чтобы одним взмахом почти отделить голову старухи — это и в принципе невозможно.
По также нарушает социальные условности и этические предписания. Дюпен панибратски ведёт себя с начальником полиции, шокируя французских читателей. Под конец истории Дюпен признаётся, что ему «жаль до глубины души» владельца обезьяны, но ничего подобного не говорит о жертвах жестокого убийства. Матрос же не только не предстаёт перед правосудием за действия принадлежащего ему животного и оставление жертв в опасности, но и оказывается вознаграждён — он сумел выгодно продать своего орангутана.
Поллин приходит к выводу, что По, вместо того, чтобы стремиться к подлинному правдоподобию, сознательно запутывает читателя, не давая ему времени и возможности усомниться в происходящем в рассказе:

Метод автора… не слишком изощрён и тонок. Он состоит в соединении возможного, знакомого и реального — с невозможным, неизвестным, неправдоподобным и непонятным. Первые элементы автор выделяет с помощью особых художественных приёмов и уловок, с тем, чтобы вторые у нас не вызывали никаких вопросов. Мы не успеваем усомниться или почувствовать недоверие к словам повествователя, как нас захватывают всё новые и новые сочетания возможного и невозможного. Так мы и движемся от одного камешка к другому, и ни один из них не становится камнем преткновения.

Оригинальный текст (англ.)His apparent method is... not extremely devious or subtle. It consists of joining the familiar, the possible, and the realistic to the impossible, the unknown, the incredible, and the incomprehensible. The first elements are given effective focus through rhetorical and dramatic devices, flourishes, and stresses so that the second are accepted without question. Before our disbelief or skepticism can be aroused, as readers we are hurried into a new series of amalgams of the possible and the impossible, and then into another. Thus we move along from stepping stone to stepping stone, none of which is allowed to form a stumbling block.
— Бёртон Поллин

## Литературная значимость и критика
«Вся детективная литература, по крайней мере в начальной стадии своего развития, очень многим обязана наследству, оставленному Эдгаром По: начиная от дедуктивного метода, сочетающегося со строгим анализом и наблюдением, от создания моделей ситуаций типа "загадки запертой комнаты" и до характера и особенностей героя, чудака и своеобразного философа, опережающего и ставящего в комичное положение официальную полицию, чудака, который вот уже многие десятилетия шествует по страницам детективной литературы то под именем Шерлока Холмса, то Эркюля Пуаро, но всегда несёт в себе что-то от старого Дюпена»
Биограф Эдгара По Джеффри Майерс резюмировал значение «Убийства на улице Морг» следующими словами: «[Оно] изменило историю мировой литературы». Произведение часто упоминается как первый детектив в истории, а образ Дюпена послужил прототипом для многих будущих персонажей-сыщиков, включая Шерлока Холмса Артура Конан Дойля и Эркюля Пуаро Агаты Кристи. А. И. Куприн даже заметил, что «…Конан-Дойль, заполонивший весь земной шар детективными рассказами, всё-таки умещается вместе со своим Шерлоком Холмсом, как в футляр, в небольшое гениальное произведение Э. По — „Преступление в улице Морг“». Особо примечательно, что акцент в рассказе сделан не на запутанном сюжете, а на анализе происходящих событий. Вклад По в историю детективной литературы отражён в появлении названной в его честь премии, ежегодно присуждаемой организацией Mystery Writers of America.
Рассказ «Убийство на улице Морг» установил ряд тропов, ставших общепринятыми элементами жанра: эксцентричный, но блестящий детектив, неуклюжий полицейский, недогадливый близкий друг главного героя, от лица которого ведётся повествование. Полиция в рассказе изображена в антипатичной манере, что является своего рода противопоставлением героя органам правопорядка и власти. Именно в «Убийстве на улице Морг» был впервые использован метод повествования, при котором персонаж-детектив сначала объявляет о решении загадки, а затем объясняет цепь рассуждений, ведущих к нему. Помимо этого, сюжет произведения представляет собой первый образец типичного «убийства в закрытой комнате».
После выхода в печать рассказ был хорошо встречен критиками. В рецензии газеты The Philadelphia Inquirer были отмечены новизна и глубина произведения, которая «доказывает, что Эдгар По — гений с изобретательской энергией и мастерством, о которых мы знаем не понаслышке». Сам По, однако, скромнее оценивал своё достижение в письме Филиппу Куку:

Эти рассказы о логических рассуждениях обязаны своим успехом тому, что написаны в новом ключе. Я не хочу сказать, что они неискусны, но люди склонны преувеличивать их глубокомыслие из-за метода или, скорее, видимости метода. Возьмём, к примеру, «Убийство на улице Морг». Какое может быть глубокомыслие в распутывании паутины, которую вы сами (то есть автор) соткали на предмет распутывания? Читатель невольно смешивает проницательность строящего предположения Дюпена с изобретательностью автора.
Оригинальный текст (англ.)These tales of ratiocination owe most of their popularity to being something in a new key. I do not mean to say that they are not ingenious — but people think them more ingenious than they are — on account of their method and air of method. In the “Murders in the Rue Morgue”, for instance, where is the ingenuity of unravelling a web which you yourself (the author) have woven for the express purpose of unravelling? The reader is made to confound the ingenuity of the supposititious Dupin with that of the writer of the story.

Некоторые более современные читатели критиковали По за несоблюдение концепции интриги повествования, не видя возможности самостоятельно найти разгадку в процессе чтения. Помимо этого, финальный сюжетный поворот и сама идея введения орангутана в список подозреваемых для некоторых выглядели признаком «вероломства» со стороны автора.

## Адаптации, влияние и отсылки в культуре

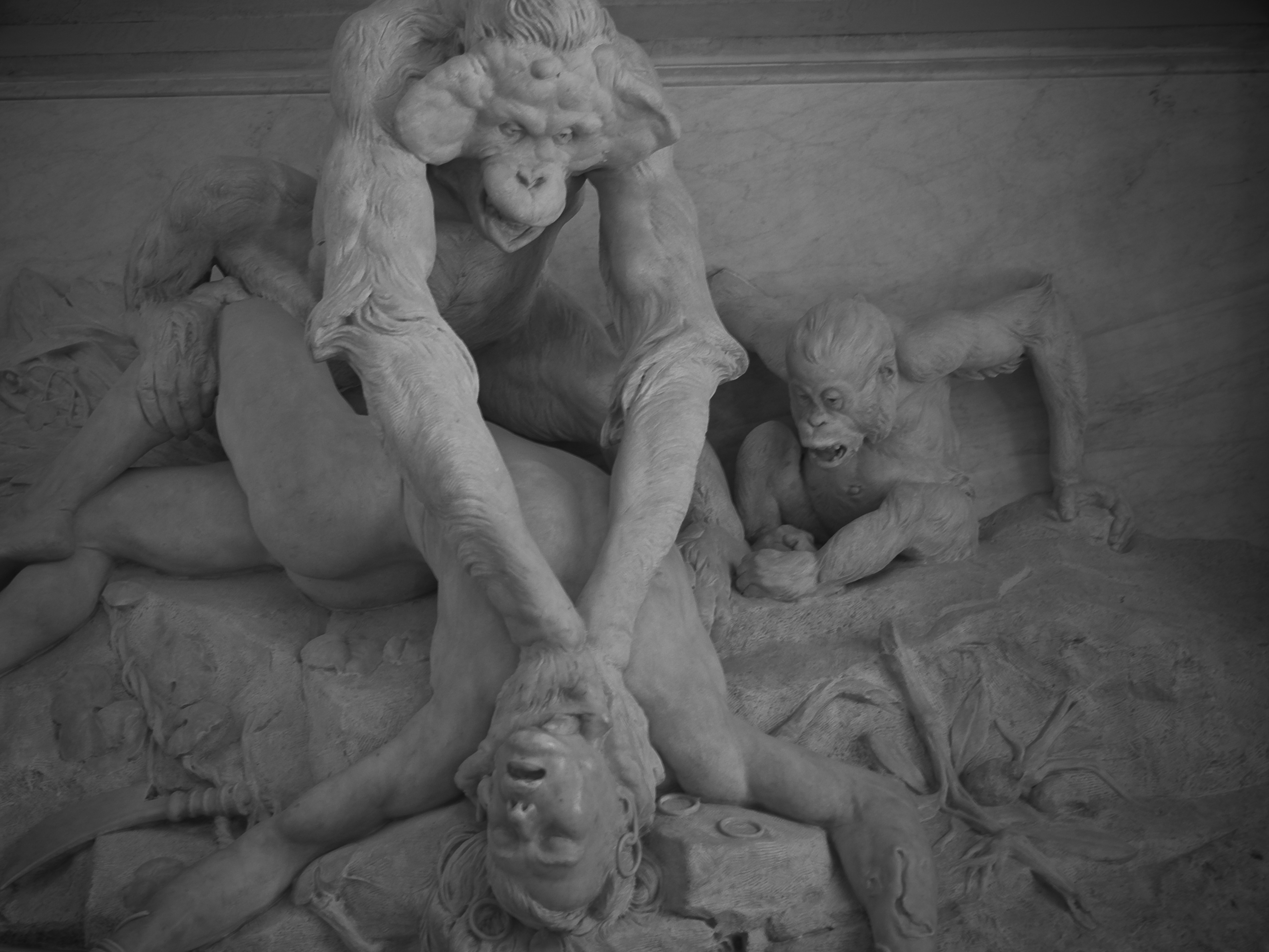
Эммануэль Фремье, «Орангутан душит туземца из Борнео» (1895)

Проникновение произведений По за пределы англоязычного мира началось в середине 1840-х гг., в 1847 г. Изабель Мёнье опубликовала первый французский перевод «Убийства на улице Морг». Эти публикации привлекли внимание Шарля Бодлера, и уже его переводы, выполненные заново и собранные в книгу «Необыкновенные истории» (фр. Histoires extraordinaires; 1856), фактически открыли американского писателя для европейской читающей публики, поскольку в художественном отношении заметно превосходили работу и более ранних, и более поздних переводчиков. Рассказ «Убийство на улице Морг» привлёк особое внимание благодаря тому, что его события происходят в Париже. Образ свирепой, кровожадной, брутальной обезьяны, истязающей человека, стал постепенно укореняться в массовом сознании, несмотря на то, что являлся чистейшим мифом. Французский скульптор Эммануэль Фремье создал целый ряд композиций на этот сюжет. Среди них есть одна под названием «Орангутан душит туземца из Борнео» (1895). В настоящее время она находится в парижском Палеонтологическом музее.
Согласно сюжету рассказа, одной из основных «зацепок» для Дюпена при разрешении загадки стала в буквальном смысле нечеловеческая сила, которая понадобилась убийце, чтобы затолкать труп молодой женщины в дымоход снизу вверх. Для извлечения его оттуда потребовались усилия не менее четырёх человек. Невозможность подобной манипуляции с человеческим телом не вызывала сомнений, пока в октябре 1926 года в Портленде (штат Орегон) не произошло убийство 30-летней Беаты Уайтерс. Женщина была задушена, а труп убийца спрятал в дымоходе, так что его практически не было видно. Для извлечения тела пришлось разбирать кирпичную кладку. Неизвестного душителя журналисты тут же окрестили «Гориллой», благодаря сходству почерка его преступлений с описанным в рассказе Эдгара По. Убийцей оказался некрофил Эрл Леонард Нельсон, обладавший феноменальной физической силой. Однажды на спор он якобы обошёл на руках девять городских кварталов. Эрл Нельсон был повешен в январе 1928 года по приговору суда, признавшего его виновным более чем в двадцати убийствах.
В 1932 году рассказ был экранизирован. Фильм «Убийство на улице Морг» имеет мало общего с оригинальным сюжетом авторства По. Безумный учёный, у которого есть орангутан, живёт на улице Морг. Учёный похищает молодых женщин и ставит над ними бесчеловечные опыты, целью которых является скрещивание человека с обезьяной. Однажды на ярмарке орангутан видит красивую девушку Камиллу, которая становится предметом его вожделения. Обезьяна, по приказу хозяина, похищает её. В дело вмешивается студент-медик Пьер Дюпен — возлюбленный похищенной девушки. Преследователи загоняют обезьяну на крышу, куда орангутан уносит свою добычу. Дюпен взбирается следом и стреляет в обезьяну. Орангутан падает с крыши и погибает. Картина имела большой успех, её сюжет, в свою очередь, был использован при создании культового фильма «Кинг-Конг» 1933 года.

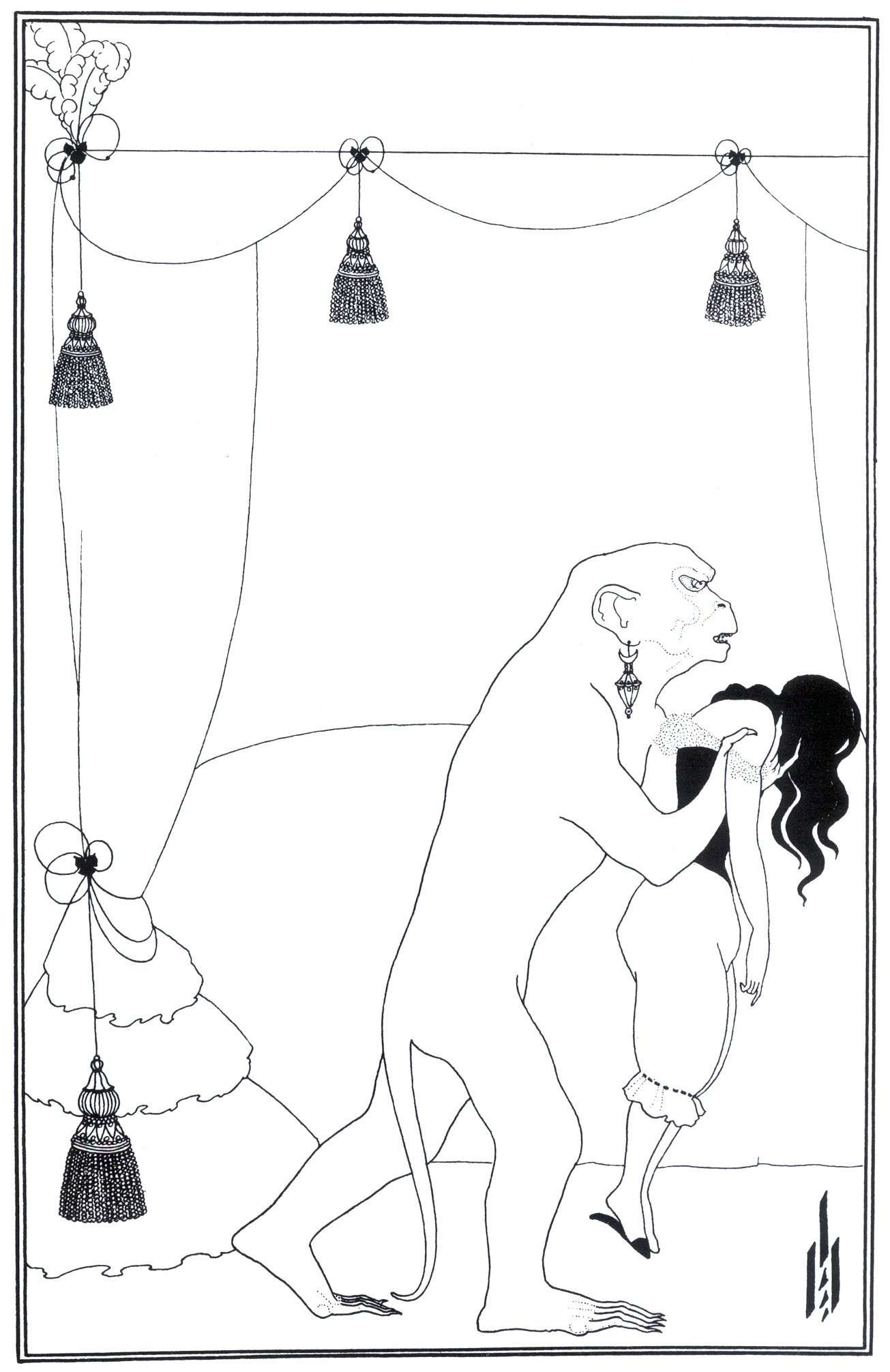
Иллюстрация к рассказу Обри Бердслея (1895)

### Экранизации
- 1914 — «Убийство на улице Морг» (англ. «Murders in the Rue Morgue») — короткометражный немой фильм[97].
- 1932 — «Убийство на улице Морг» (англ. «Murders in the Rue Morgue») — первая полнометражная версия. Была выпущена на экраны студией Universal Pictures. Режиссёр Роберт Флори, главные роли исполнили Бела Лугоши[98], Леон Эймс, Сидни Фокс и Берт Роуч[86][98]. Фильм имеет мало общего с сюжетом оригинала[99].
- 1954 — «Призрак улицы Морг[англ.]» (англ. «Phantom of the Rue Morgue») — снят компанией Warner Brothers. Режиссёром выступил Рой Дель Рут, главные роли исполнили Карл Молден и Патрисия Медина[100].
- 1971 — «Убийство на улице Морг[англ.]» (англ. «Murders in the Rue Morgue») — фильм Гордона Хесслера[англ.] с Джейсоном Робардсом и Гербертом Ломом также имел много расхождений с сюжетом рассказа[101].
- 1986 — «Убийство на улице Морг[англ.]» (англ. «Murders in the Rue Morgue») — телевизионный фильм. Режиссёром выступил Жанно Шварц, главные роли исполнили Джордж К. Скотт, Ребекка Де Морнэй, Иэн МакШейн и Вэл Килмер[102].

### Радиопостановка
- 1975 — 7 января в эфире программы CBS Radio Mystery Theater[англ.] состоялась первая радиопостановка произведения.

### Музыка
- 1981 — «Murders in the Rue Morgue» — песня в стиле хэви-метал британской рок-группы Iron Maiden из альбома Killers[105][106].

### СМИ
- 1997 — «Rue Morgue» — канадский журнал, посвящённый фильмам ужасов. Редакция журнала также владеет собственной одноимённой радиостанцией[107]

### Видеоигра
- 2009 — Dark Tales: Edgar Allan Poe’s Murders in the Rue Morgue — квест, созданный по мотивам рассказа студией Big Fish Games[108].